# Nico Doremans
Nico Doremans – holenderski brydżysta, Senior Life Master (WBF), European Master (EBL).

## Wyniki brydżowe

### Olimpiady
Na olimpiadach uzyskał następujące rezultaty:
| Olimpiady Brydżowe. Zawody teamów | Olimpiady Brydżowe. Zawody teamów | Olimpiady Brydżowe. Zawody teamów | Olimpiady Brydżowe. Zawody teamów | Olimpiady Brydżowe. Zawody teamów | Olimpiady Brydżowe. Zawody teamów |
| Rok                               | Miejsce                           | Zawody                            | Kategoria                         | Drużyna                           | Pozycja                           |
| --------------------------------- | --------------------------------- | --------------------------------- | --------------------------------- | --------------------------------- | --------------------------------- |
| 2008                              | Pekin                             | 1. Olimpiada Sportów Umysłowych   | Seniorzy                          | Netherlands                       | 5                                 |
| 2004                              | Stambuł                           | 12. Olimpiada Teamów              | Seniorzy                          | Netherlands                       | 2                                 |

### Zawody światowe
W światowych zawodach zdobył następujące lokaty:
| Mistrzostwa Świata. Konkurencja teamów | Mistrzostwa Świata. Konkurencja teamów | Mistrzostwa Świata. Konkurencja teamów | Mistrzostwa Świata. Konkurencja teamów | Mistrzostwa Świata. Konkurencja teamów | Mistrzostwa Świata. Konkurencja teamów |
| Rok                                    | Miejsce                                | Zawody                                 | Kategoria                              | Drużyna                                | Pozycja                                |
| -------------------------------------- | -------------------------------------- | -------------------------------------- | -------------------------------------- | -------------------------------------- | -------------------------------------- |
| 2011                                   | Veldhoven                              | 40. Mistrzostwa Świata Teamów          | Trans                                  | Dutch Seniors                          | 80                                     |
| 2011                                   | Veldhoven                              | 40. Mistrzostwa Świata Teamów          | Seniorzy                               | Netherlands                            | 13                                     |
| 2006                                   | Werona                                 | 12. Mistrzostwa Świata                 | Seniorzy                               | Netherlands 1                          | 3                                      |
| 2005                                   | Estoril                                | 37. Mistrzostwa Świata Teamów          | Seniorzy                               | Netherlands                            | 4                                      |

| Mistrzostwa Świata. Konkurencja par | Mistrzostwa Świata. Konkurencja par | Mistrzostwa Świata. Konkurencja par | Mistrzostwa Świata. Konkurencja par | Mistrzostwa Świata. Konkurencja par | Mistrzostwa Świata. Konkurencja par |
| Rok                                 | Miejsce                             | Zawody                              | Kategoria                           | Partner                             | Pozycja                             |
| ----------------------------------- | ----------------------------------- | ----------------------------------- | ----------------------------------- | ----------------------------------- | ----------------------------------- |
| 2006                                | Werona                              | 12 Mistrzostwa Świata               | Seniorzy                            | Jaap Trouwborst                     | 18                                  |

### Zawody europejskie
W europejskich zawodach zdobył następujące lokaty:
| Zawody europejskie. Konkurencja teamów | Zawody europejskie. Konkurencja teamów | Zawody europejskie. Konkurencja teamów | Zawody europejskie. Konkurencja teamów | Zawody europejskie. Konkurencja teamów | Zawody europejskie. Konkurencja teamów |
| Rok                                    | Miejsce                                | Zawody                                 | Kategoria                              | Drużyna                                | Pozycja                                |
| -------------------------------------- | -------------------------------------- | -------------------------------------- | -------------------------------------- | -------------------------------------- | -------------------------------------- |
| 2009                                   | San Remo                               | 4 Otwarte Mistrzostwa Europy           | Seniorzy                               | Dutch Seniors                          | 15                                     |
| 2008                                   | Pau                                    | 49. Mistrzostwa Europy Teamów          | Seniorzy                               | Netherlands                            | 5                                      |
| 2007                                   | Antalya                                | 3. Otwarte Mistrzostwa Europy          | Seniorzy                               | NL Senior1                             | 5                                      |
| 2006                                   | Warszawa                               | 48 Mistrzostwa Europy Teamów           | Seniorzy                               | Netherlands                            | 11                                     |
| 2005                                   | Teneryfa                               | 2. Otwarte Mistrzostwa Europy          | Seniorzy                               | Trouwborst                             | 13                                     |
| 2004                                   | Malmö                                  | 47. Mistrzostwa Europy Teamów          | Seniorzy                               | Netherlands                            | 7                                      |

| Zawody europejskie. Konkurencja par | Zawody europejskie. Konkurencja par | Zawody europejskie. Konkurencja par | Zawody europejskie. Konkurencja par | Zawody europejskie. Konkurencja par | Zawody europejskie. Konkurencja par |
| Rok                                 | Miejsce                             | Zawody                              | Kategoria                           | Partner                             | Pozycja                             |
| ----------------------------------- | ----------------------------------- | ----------------------------------- | ----------------------------------- | ----------------------------------- | ----------------------------------- |
| 2013                                | Ostenda                             | 6. Otwarte Mistrzostwa Europy       | Seniorzy                            | Jaap Trouwborst                     | 26                                  |
| 2009                                | San Remo                            | 4. Otwarte Mistrzostwa Europy       | Seniorzy                            | Jaap Trouwborst                     | 34                                  |
| 2007                                | Antalya                             | 3. Otwarte Mistrzostwa Europy       | Seniorzy                            | Jaap Trouwborst                     | 19                                  |
| 2005                                | Teneryfa                            | 2. Otwarte Mistrzostwa Europy       | Seniorzy                            | Jaap Trouwborst                     | 13                                  |

## Klasyfikacja
- Nico Doremans – klasyfikacja EBL (ang.)
- Nico Doremans – klasyfikacja WBF (ang.)